# 斯图尔特·梅斯
斯图尔特·梅斯（英語：Stuart Mayes，1937年3月6日—），英国前男子曲棍球运动员。他曾代表英国国家队参加1960年夏季奥林匹克运动会曲棍球比赛，结果队伍获得第四名。